# L'Exorcisation
Pour plus de détails, voir Fiche technique et Distribution.
L'Exorcisation (L'ossessa) est un film d'épouvante italien réalisé par Mario Gariazzo et sorti en 1974.

## Synopsis
Danila, étudiante en art en Italie, visite une église abandonnée et déconsacrée pour voir les sculptures en bois grandeur nature de la crucifixion qui y ont été découvertes. Avec son professeur d'art, Danila achète une des sculptures et l'apporte au studio d'art du campus universitaire. Il s'agit d'un Christ crucifié particulier, dont les traits ne sont pas identiques à l'image avec laquelle le demi-dieu est normalement représenté. Le soir même, Danila assiste à une fête organisée par ses parents, où elle assiste à un rapport sexuel sadomasochiste entre sa mère et son amant, au cours duquel ce dernier la fouette avec un bouquet de roses jusqu'au sang. Bouleversée par ces rapports féroces, la jeune fille tente de se concentrer autant que possible sur son travail, mais elle commence à faire des cauchemars dans lesquels l'étrange Christ a une nature démoniaque et abuse d'elle sexuellement.
Après, Danila retrouve son petit ami, Carlo, pour dîner. En rentrant chez elle, elle est accostée par quelque chose d'invisible dans la cage d'escalier. En entrant dans son appartement, elle commence à se masturber furieusement. Ses parents la trouvent ensuite dans son lit, se tordant et se grattant violemment. Elle tente d'avoir des rapports sexuels avec son père, qui la gifle. Après avoir été mise sous sédatif, Danila rêve qu'elle conduit avec ses parents dans la campagne, et que leur voiture crève un pneu près d'une cathédrale abandonnée. Pendant que son père répare le pneu, Danila s'égare dans la cathédrale, où un artiste effectue des restaurations. Danila s'aventure dans les catacombes, où elle a la vision de trois femmes qui en sacrifient une autre pour l'étrange Christ qu'elle avait vu plus tôt ; les membres de la secte appellent l'homme Satan. Danila boit dans une coupe qui lui est offerte, avant que l'homme ne la crucifie.
Danila se réveille de son rêve en hurlant violemment. Ses parents font appel à un médecin, qui trouve des stigmates sur les mains de Danila ; cependant, les blessures disparaissent miraculeusement le jour suivant. Après qu'un prêtre ait déterminé que Danila était peut-être possédée, elle est emmenée dans un couvent catholique isolé dans les montagnes pour subir un exorcisme. Lorsque les nonnes récitent une prière latine dans la chapelle, Danila devient folle et s'enfuit, mais elle est arrêtée en ville. Séquestrée dans les quartiers des mères supérieures, Danila est approchée par le père Xeno, un prêtre, et elle tente de le séduire et de lui faire une fellation. Dans sa chambre, le Père Xeno se flagelle en guise de pénitence.
Dans une deuxième tentative d'exorciser Danila, le Père Xeno est attaqué par elle avec une chaîne, avec laquelle elle le fouette à plusieurs reprises. Elle se met à écumer violemment la bouche en voyant son crucifix. Le Père Xeno meurt au cours de l'exorcisme, mais Danila est sauvée.

## Fiche technique
- Titre français : L'Exorcisation ou La Possédée[1]
- Titre original italien : L'ossessa[2]
- Réalisation : Mario Gariazzo
- Scénario : Mario Gariazzo, Ambrogio Molteni
- Photographie :	Carlo Carlini
- Montage : Roberto Colangeli
- Musique : Marcello Giombini
- Effets spéciaux : Paolo Ricci
- Décors : Ovidio Taito
- Costumes : Alessandra Pistella
- Maquillage : Marisa Marconi
- Production : Riccardo Romano, Paolo Azzoni
- Société de production : Tiberia Film International
- Société de distribution : Overseas Film Company (Italie)
- Pays de production :  Italie
- Langue originale : italien
- Format : Couleurs - 1,85:1 - Son mono - 35 mm
- Durée : 90 minutes
- Genre : Film d'épouvante
- Dates de sortie :
  - Italie : 6 novembre 1974
  - France : 19 décembre 1984

## Distribution
- Stella Carnacina : Danila
- Chris Avram : Mario
- Lucretia Love : Luisa
- Ivan Rassimov : Satan
- Gabriele Tinti : l'amant de Luisa
- Luigi Pistilli : Père Xeno
- Gianrico Tondinelli : Carlo
- Umberto Raho : le psychiatre
- Piero Gerlini : Don Antonio
- Giuseppe Addobbati : le médecin
- Maria Teresa Piaggio :
- Edoardo Toniolo :
- Luigi Antonio Guerra :
- Gianni Di Benedetto :
- Elisa Mantellini :
- Iganzio Bevilacqua :
- Paolo Celli :
- Raniero Dorascenzi :
- Bruna Beani :